# Adolfo Sansolini
Adolfo Sansolini (Roma, 15 novembre 1966) è un attivista italiano con cittadinanza britannica per i diritti degli animali, attivo a livello globale.
Ha iniziato le sue attività animaliste e per i diritti umani da adolescente e nel corso degli anni ha condotto campagne a livello nazionale e internazionale, organizzato e presieduto conferenze di alto profilo e coordinato coalizioni internazionali. È intervenuto come oratore in varie lingue in conferenze ed eventi in oltre 25 Paesi.
Come giornalista, Sansolini ha collaborato a pubblicazioni di vario genere. Dal 1996 al 2003 ha ideato e condotto il programma “Un habitat per tutti i viventi” della Radio Vaticana su diritti umani, diritti animali e protezione dell’ambiente. Dal 1998 al 2010 ha collaborato con vari programmi radiofonici della BBC.

## Attività animaliste
Sansolini iniziò le sue attività animaliste all’età di 11 anni e dal 1980 fu attivo nella principale associazione animalista italiana, la LAV, coprendo vari ruoli nell’arco di 25 anni, da delegato locale a Presidente nazionale. ed è stato direttore del suo periodico per ragazzi Piccole impronte.
Alla fine degli anni 90 condusse la parte italiana della campagna internazionale per la messa al bando delle gabbie di batteria per le galline ovaiole nell’Unione Europea, che condusse all’approvazione della Direttiva 1999/74/CE. Nel 1999, prevedendo un voto negativo dei rappresentanti italiani a Bruxelles sul bando delle gabbie, Sansolini intraprese un digiuno della fame e della sete per spingere il governo italiano a mantenere il suo impegno di sostenere questa riforma storica. Tale azione condusse alla modifica della posizione italiana, poi seguita rapidamente da altri governi sino ad allora riluttanti a sostenere il bando delle gabbie convenzionali. La sua azione è stata citata in libri e pubblicazioni di vari Paesi.
Dopo aver collaborato per alcuni anni con varie associazioni animaliste internazionali, nel 2004 Sansolini si è trasferito a Londra per divenire il primo Direttore Generale non nato nel Regno Unito della BUAV (ora Cruelty Free International) e Presidente Chairman della Coalizione Europea contro la sperimentazione animale (European Coalition to End Animal Experiments).
Dal 2006 Sansolini ha rappresentato organizzazioni internazionali per il benessere animale alle Nazioni Unite a New York, la FAO a Roma, la WTO a Ginevra e in contatto con governi in vari continenti.
Nel 2012 ha coordinato la raccolta di oltre un milione di firme della petizione europea “8hours” contro il trasporto su lunga distanza degli animali destinati all’abbattimento nell’unione Europea e le attività che condussero all’adozione di una Dichiarazione Scritta del Parlamento Europeo a sostegno della campagna nel 2013.
In anni recenti per conto dell’associazione belga GAIA ha posto di nuovo il tema dell’uso dell’alimentazione forzata nella produzione di foie gras sul tavolo delle istituzioni europee.
Sansolini è autore del capitolo “El bienestar animal y la comercialización” (“Benessere Animale e Commercio”) Nel libro di testo per universitá sudamericane “Bienestar Animal – Producción y calidad de la carne” (“Benessere animale – Produzione e qualitá della carne”) (Elsevier, Messico, 2012) e di capitoli o introduzioni per vari libri e pubblicazioni.

## Vita privata e attività di volontariato
Apertamente gay, ha costantemente sostenuto organizzazioni e partecipato a iniziative e manifestazioni per i diritti delle persone LGBT.
È stato membro del Consiglio Direttivo di Italian Horse Protection (IHP) dal 2010 al 2019.
Il suo coinvolgimento in politica inizió all’etá di 13 anni, come attivista del Partito Radicale, a cui si iscrisse a 16 anni assumendo vari ruoli a livello locale nel Litorale Romano.
Nel 1989 fu capolista per la XIII Circoscrizione di Roma (ora Municipio Roma X) della lista dei “Verdi per Roma”, che includeva radicali e verdi, e venne eletto con 996 voti.
Sansolini ha partecipato regolarmente a iniziative e campagne per i diritti umani, diritti animali e protezione dell’ambiente, non solo attraverso attività di partito.
Nel 2016 ha partecipato attivamente alla campagna referendaria nel Regno Unito sostenendo la necessità di rimanere nell’Unione Europea e da allora ha preso parte a iniziative e manifestazioni per chiedere un nuovo referendum in cui ai cittadini britannici venga data la possibilità di esprimersi sull’accordo finale proposto dal governo oppure rimanere nell’Unione Europea.
Nel novembre dello stesso anno si è iscritto al Partito Liberal Democratico. All’interno dei Liberal Democrats è divenuto membro dell’esecutivo locale e ha contribuito alla redazione e presentazione della mozione sul benessere animale approvata nel congresso nazionale del settembre 2018.
Vive a Londra, con doppia cittadinanza italiana e britannica dal 2012.